# سالمه (آبخاز)
سالمه (به لاتین: Salme) یک منطقهٔ مسکونی در گرجستان است که در ناحیه گاگرا واقع شده‌است.